# D'artagnan (revista)
D'artagnan fue una revista de historieta argentina publicada por la Editorial Columba entre 1957 y 2000. Presentaba una colección de varias historietas por número, cuya temática variaba de una a la otra. En esta revista aparecieron por primera vez algunas de las historias más famosas y los personajes más renombrados de la editorial, como Nippur de Lagash y Gilgamesh el inmortal.

## Trayectoria

### Revista (1957-)
D'artagnan fue la primera revista de Columba en presentar episodios autoconclusivos.
| Números | Fecha | Título           | Guionista  | Dibujante     |
| ------- | ----- | ---------------- | ---------- | ------------- |
| 1-      | 1957- | D'artagnan       |            |               |
| 135     | 1966  | Aquí la retirada | Robin Wood | Lucho Olivera |

### Álbumes (-2000)
Después del cierre de la revista, continuaron apareciendo álbumes que llevaban los nombres de Anuario, Color, Súper Álbum, Súper Anual, Súper Color o Todo Color:
| Números        | Fecha           | Título                         | Guionista                   | Dibujante                     |
| -------------- | --------------- | ------------------------------ | --------------------------- | ----------------------------- |
| 151            | 05/1967-        | Nippur de Lagash               | Robin Wood                  | Lucho Olivera                 |
| 157-           | 1967-1978       | Dennis Martin                  | Robin Wood                  | Lucho Olivera, Lito Fernández |
|                | 1969-           | Gilgamesh                      | Lucho Olivera               | Lucho Olivera                 |
| 235, 292, 330, | 1970-74         | Delta 99                       |                             |                               |
| 247,           | 1970-74         | 5 por Infinito                 | Esteban Maroto              | Esteban Maroto                |
|                | 04/1977-07/1989 | Or-Grund                       | Robin Wood                  | Ricardo J. Villagrán          |
| Anuario nº 5   | 28/12/1978      | Savarese                       | Robin Wood                  | Cacho Mandrafina              |
|                | 1-07/1983-      | Ibáñez                         | Robin Wood                  | Enrique Breccia               |
|                | 08/1984-09/1989 | Holbeck                        | Robin Wood, Ricardo Ferrari | Alberto Macagno               |
|                | 09/1989-02/1990 | Cleopatra                      | Ricardo Ferrari             | Sergio Alejandro Mulko        |
|                | 04-05/1994      | Historia de la vida de Arcabuz | Carlos Trillo               | Fabián Slongo                 |